# 布拉马普特拉河洪水
布拉马普特拉河洪水是指2012年发生在布拉马普特拉河及其支流沿岸以及随后几年布拉马普特拉河流域發生的特大洪水。
2012年，印度、孟加拉国和缅甸等地的降雨量非常大。洪水和山体滑坡共造成124人死亡，约 600 万人流离失所。受灾最严重的地区是印度的阿萨姆邦。洪水還影响了加济兰加国家公园，造成包括16头犀牛在內的540只动物死亡。
2022年5月，阿薩姆邦的降雨量高於往年，結果當地又出現洪災。截至5月25日，有超过60万人受到洪災影响，其中25人丧生。 据阿萨姆邦灾害管理局 (ASDMA) 表示，有数千个村庄和60,000公頃（600平方）  的農作物受到影响。当局在阿薩姆邦开设了几个救济营和配送中心，並为数千人提供庇护。 铁路线也因洪水和山体滑坡而受到影响。 